# Nicolai Hartmann
Nicolai Hartmann (Nikolajs Hartmanis, n. 20 februarie 1882, Riga, Letonia – d. 9 octombrie 1950, Göttingen) a fost un filosof german, principal reprezentant al filosofiei idealiste, unul dintre cei mai sistematici și mai productivi filosofi din secolul al XX-lea, întemeietor al " ontologiei critice" - formă specifică în orientarea ontologică a cugetării contemporane. Preocupat de o nouă formă a sistematicii filosofice, el s-a impus totodată ca un reputat istoric al filosofiei și al culturii în genere.

## Biografie
Nicolai Hartmann s-a născut la 20 februarie 1882 în Riga (Letonia, pe atunci aparținând Rusiei) într-o familie de origine germană. După studiul medicinei timp de câteva semestre la Universitatea din Dorpat (azi Tartu, Estonia), studiază filosofia la Universitățile din Sankt Petersburg și Marburg (Germania), unde se habilitează (venia legendi) și obține ulterior titlul de profesor. Predă filosofia la Universitățile din Marburg (începând din 1920), Köln (din 1925), Berlin (din 1931) și Göttingen (din 1946). La începutul carierei sale filosofice, Hartmann este preocupat de teoriile asupra recunoașterii realității ale lui Platon, așa cum erau interpretate de reprezentanții școlii neokantiane din Marburg, pentru ca mai târziu să critice pozitivismul rațional al acestora în doctrina sa cu privire la alcătuirea realității pe baza unei construcții spirituale, existența realității fiind independentă de capacitatea înțelegerii. Cunoașterea umană nu poate sesiza niciodată esența realității, fiind ea însăși o parte a acesteia. În teoriile sale asupra ontologiei critice, Hartmann dezvoltă un model "stratificat" al existenței. Cât privește etica, care ocupă un loc central în opera sa filosofică, Hartmann se apropie de ideile antropologice ale lui Max Scheler cu privire la valorile materiale ale moralei, situând poziția omului în cosmos între spirit și viață.

## Principalele opere filosofice
- Platons Logik des Seins, 1909
- Ethik, 1926
- Neue Wege der Ontologie, 1942
- Ästhetik, 1953 - postum

### Alte publicații
- Grundzüge einer Metaphysik der Erkenntnis, 1921
- Aristoteles und Hegel, 1926
- Zum Problem der Realitätsgegebenheit, 1931
- Systematische Philosophie, 1942
- Leibniz als Metaphysiker, 1945